# Roben (Gera)
Roben bildet zusammen mit Rusitz und Steinbrücken den 11,82 km² großen Ortsteil Roben der Stadt Gera in Thüringen mit insgesamt 748 Einwohnern (Stand 31. Dezember 2011).

## Geografie
Roben liegt auf einer Hochebene im Nordwesten der Stadt Gera an der Grenze zu Bad Köstritz im Landkreis Greiz.

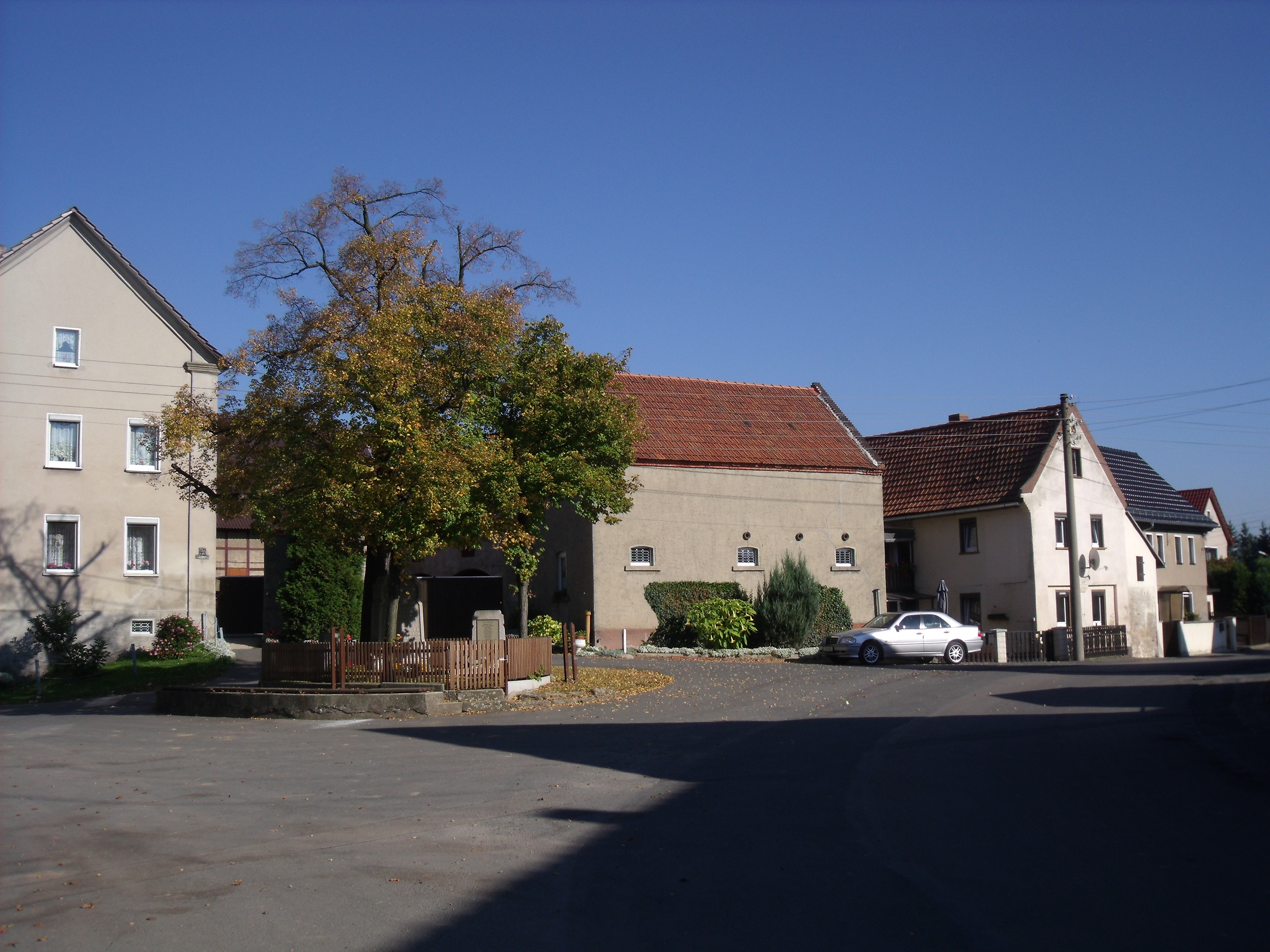
Dorfplatz mit Kriegerdenkmal

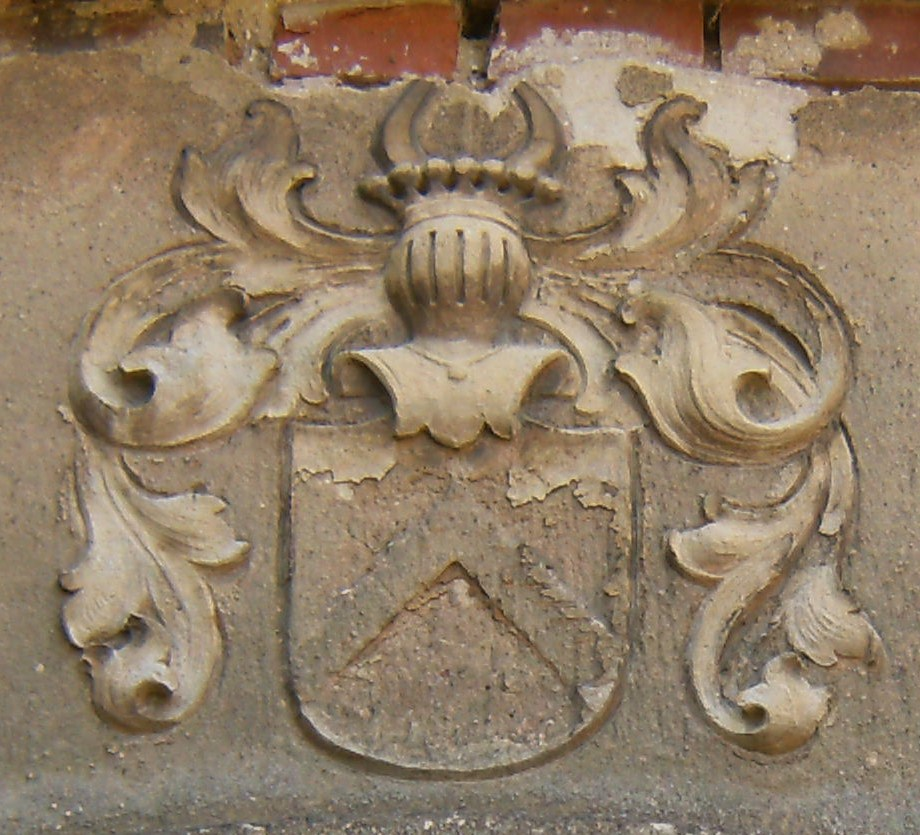
Altes Ritterwappen an der Robener Kirche.

## Geschichte
Der Ort ist sorbischer Gründung. Dem Namen liegt wohl rob ‚Knecht‘ zugrunde (vgl. Rubitz); er bezeichnete also als *Robno eine „Siedlung von Hörigen“.
Die älteste bekannte urkundliche Erwähnung stammt von 1146 in einer Verbriefung des Sigibert von Robin, wohl Ritter auf der vormals im Ort bestehenden Burg, deren Überreste in Form von Wallanlagen noch heute neben dem Kirchengrund vorzufinden sind. Die Edlen von Roben sind für die Jahre 1146 bis 1196 und 1371 urkundlich belegbar. 
Im 16. Jahrhundert sind die Robener Ländereien teilweise für die Familie von Eichigkt in Langenberg und von Schauroth auf Steinbrücken verbrieft. Letztere erwirbt es 1609 vollständig. Das Vorwerk zu Roben wird 1690 zerschlagen, der Ort untersteht in der Folgezeit lehnsrechtlich Steinbrücken.
Mit Beginn der Reformation wird Roben Pfarr- und Schulort für die benachbarten Dörfer Rusitz und Steinbrücken.
Am 1. Juli 1950 wurden die bis dahin eigenständigen Gemeinden Rusitz und Steinbrücken eingegliedert. Im Jahr 1994 wurde Roben nach Gera eingemeindet.

## Sehenswürdigkeiten
St. Martin: ein eigener Förderverein ist in Zusammenarbeit mit der Kirchgemeinde Roben, der evangelisch-lutherischen Pfarrei Großaga-Roben, dem Kreiskirchenamt Gera und der Stadtverwaltung Gera bemüht, dringendst notwendige Erhaltungs- und Sanierungsmaßnahmen anzubahnen.

## Politik
Roben ist seit dem 1. April 1994 zur Stadt Gera eingemeindet. Seitdem bildet Roben zusammen mit Rusitz und Steinbrücken den Ortsteil Roben der Stadt Gera mit eigener Ortschaftsverfassung und Ortsteilrat (bis II/2009 Ortschaftsrat). Ortsteilbürgermeisterin ist seit 1994 Karin Conradi (CDU).

## Entwicklung der Einwohnerzahl
| Jahr      | 1827 | 1939 | 1864 | 2009 |
| Einwohner | 159  | 326  | 280  | 235  |

## Verkehr
Der ÖPNV wird durch die RVG Regionalverkehr Gera/Land gesichert. Dabei ist der Ort mit der stündlich bedienten Ringlinie 228 an Gera angebunden.
Nächstgelegener Bahnhof ist Gera-Langenberg.

## Kultur
Den Mittelpunkt des dörflichen Lebens bilden der Feuerwehrverein, der auch das jährliche Maibaumsetzen sowie ein Straßenfest zum 3. Oktober ausrichtet. Ferner gibt es den Förderverein zur Erhaltung örtlicher historischer Denkmäler sowie das VW-Team Roben.

## Bildung
Die nächstgelegene Kindereinrichtung ist die
- Kindertagesstätte „Schlumpfhausen“ in Steinbrücken

Zuständige Grundschule ist die
- Staatliche Grundschule Gera-Langenberg

Nächstgelegene Regelschule ist die
- Staatliche Regelschule 12 in Bieblach-Ost.

## Persönlichkeiten
- Der im Abschnitt "Geschichte" 1146 erwähnte Sigibert von Robin wird von Julius Alberti in seiner "Urkunden-Sammlung zur Geschichte der Herrschaft Gera..." als womöglich identisch mit Sibert (Sigibert) von Gehra (Gera) dargestellt. Julius Alberti hält die Edlen von Robin unter dem Namen "von Gera" für mögliche Stiftsvögte von Quedlinburg. Dies würde bedeuten, dass sie in dieser Stellung die unmittelbaren  Vorgänger der Heinrichinger waren.[4]
- Lupertus de Robin ist gemeinsam mit Ludo (Lupho?) de Kamburg im Jahr >1089 Zeuge eines Vermächtnisses der Witwe Bertha für ihren verstorbenen Gemahl Gerhard de Kamburg.[5]
- 1564–1569 wirkte der Vater des deutschen Komponisten Michael Praetorius (1571–1621) als Pfarrer in Roben. Zur gleichen Zeit besaß auch die Familie des berühmten Komponisten Heinrich Schütz (1585–1672) aus dem benachbarten Bad Köstritz Ländereien im Ort und der Komponist Johann Friedrich Fasch (1688–1758) verehelichte sich 1717 in Roben mit einer Tochter des damaligen Pfarrers Laurentius; bekanntester Nachfahre dieser Familie Laurentius ist der Naturforscher Alfred Brehm. Weiterhin hat der Indologe Richard Hauschild (1901–1972) seine Jugend in Roben verbracht.

- Karl August Schmalz (1803–1875), deutscher Guts- und Brandweinfabrikbesitzer und Politiker, ab 1865 Bürgermeister in Roben